# Czarnów (województwo dolnośląskie)
Czarnów (przed 1945 niem. Rothenzechau) – wieś w Polsce położona w województwie dolnośląskim, w powiecie kamiennogórskim, w gminie Kamienna Góra, w Rudawach Janowickich w Sudetach Zachodnich.

## Podział administracyjny
W latach 1975–1998 miejscowość administracyjnie należała do województwa jeleniogórskiego.

## Demografia
Jest najmniejszą miejscowością gminy Kamienna Góra. Według Narodowego Spisu Powszechnego posiadała 59 mieszkańców (III 2011 r.).

## Turystyka
W miejscowości znajduje się Schronisko „Czartak”, przy którym znajduje się węzeł szlaków, w tym szlak na najpopularniejszy i najwyższy szczyt Rudaw - Skalnik. 

## Religia i ekologia
Od roku 1980 we wsi istnieje, jedyne w Polsce, rolne gospodarstwo ekologiczne ruchu religijnego Hare Kryszna, produkujące żywność wegetariańską dla członków ruchu oraz odwiedzających. Znajduje się tu również współczesna Świątynia Panca-tattvy oraz Świątynia Śiwy (w budowie). 

## Stacja narciarska
W roku 2003 na stokach góry Jaworowa otwarto Stację Narciarską Czarnów, dysponującą dwoma wyciągami teleskopowymi o długości 700 m i 500 m oraz trzema trasami zjazdowymi o łącznej długości 2,5 km.